# توم هاريس (سياسي)
توم هاريس (بالإنجليزية: Tom Harris)‏ هو سياسي أسترالي، ولد في 1940. حزبياً، نشط في حزب الدولة الليبرالي ‏. وقد انتخب عضو الجمعية التشريعية للإقليم الشمالي ‏ عن دائرة Electoral division of Port Darwin ‏ (13 أغسطس 1977 – 26 أكتوبر 1990).